# Zakumi The Animated Series
Zakumi The Animated Séries, é uma série animada de origem sul-africana-hong-konguesa criada por Andries Odeendal e dirigida por Alexander Wong (diretor de Jidou Studios). Transmitiu-se em diferentes países do mundo entre junho e julho de 2010.
A série centra-se em Zakumi, quem, junto com seus amigos, procura ganhar a Copa Nacional Junior para poder ingressar ao "Campeonato Mundial Juvenil". Foi bem recebida pelos fanáticos, obtendo uma pontuação de 7/10 em IMDb, e se popularizou por ter imagens claras, inclusive das personagens.
A escassa informação sobre a série, bem como sua limitada disponibilidade, tem provocado que seja conceituada material perdido.

## Enredo
O mascote sul-africano da Copa do Mundo, Zakumi, e seus amigos de infância, Des e Sonny, entregam-se à sua grande paixão: o futebol. Com seu time, o Speedster Twisters, eles viajam pelo país Para ganhar a Copa Nacional Júnior.

## Personagens
Personagens Principais
- Zakumi: Ele é um leopardo antropomórfico de 13 anos que sempre é acompanhado em suas aventuras futebolísticas por Des e Sonny. Em cada capítulo, ao final da primeira parte, Zakumi para para refletir e conversar.
- Des: Ele é um bom companheiro de Zakumi e Sonny, tem 13 anos, gosta de jogar futebol e sonha em ser um grande jogador profissional.
- Sonny: Ele é um garoto ruivo de 12 anos e melhor amigo de Zakumi e Des. Sua frase característica é: "Quero fazer um super Sonny".
- Jodi: Ela é uma garota de 13 anos, melhor amiga de Zakumi, Sonny e Des. Ela é descrita como uma garota gentil, atenciosa e um tanto tímida.
- Pete: Ele é um garoto de 13 anos. Um aventureiro em campo, sua principal preocupação é se um jogador adversário pode lançar a bola com muita força.
- Kamal: Ele é um garoto de 14 anos que adora cálculos científicos. Ele usa sua calculadora para resolver problemas de matemática.
- Jin: TBA
- Thabo e Dingane:
- Wikus:
- Sr. Walter: Ele é um professor de 32 anos que ensina crianças a jogar futebol para ganhar a copa.
- Srta. Dickinson: Ela é uma ex-professora de 30 anos. É descrita como gentil, atenciosa e envolvente. Ela também é responsável por auxiliar jogadores lesionados ou machucados.
- Sr. Gus: Ele é um vilão que quer destruir os Speedster Twisters para que o outro time possa ganhar a Copa.

## Episódios
A série tem uma temporada com 20 episódios. No entanto, em 2020, no canal do Jidou Studios no YouTube, foram publicados os primeiros episódios da série (eles só carregaram 8 vídeos completos), faltou dos episódios 7 e 9, e até do 11 ao 20. É considerada uma série parcialmente perdida (Lost Media).